# Elvar Örn Jónsson
Elvar Örn Jónsson (født 31. august 1997 i Selfoss, Island) er en islandsk håndboldspiller, som spiller i Skjern Håndbold og på Islands herrehåndboldlandshold.
Han deltog under VM i håndbold 2019 i Danmark/Tyskland.